# (37661) 1994 PJ26
1994 PJ26 (asteroide 37661) é um asteroide da cintura principal. Possui uma excentricidade de 0.21750090 e uma inclinação de 2.53807º.
Este asteroide foi descoberto no dia 12 de agosto de 1994 por Eric Walter Elst em La Silla.